# Terracotta

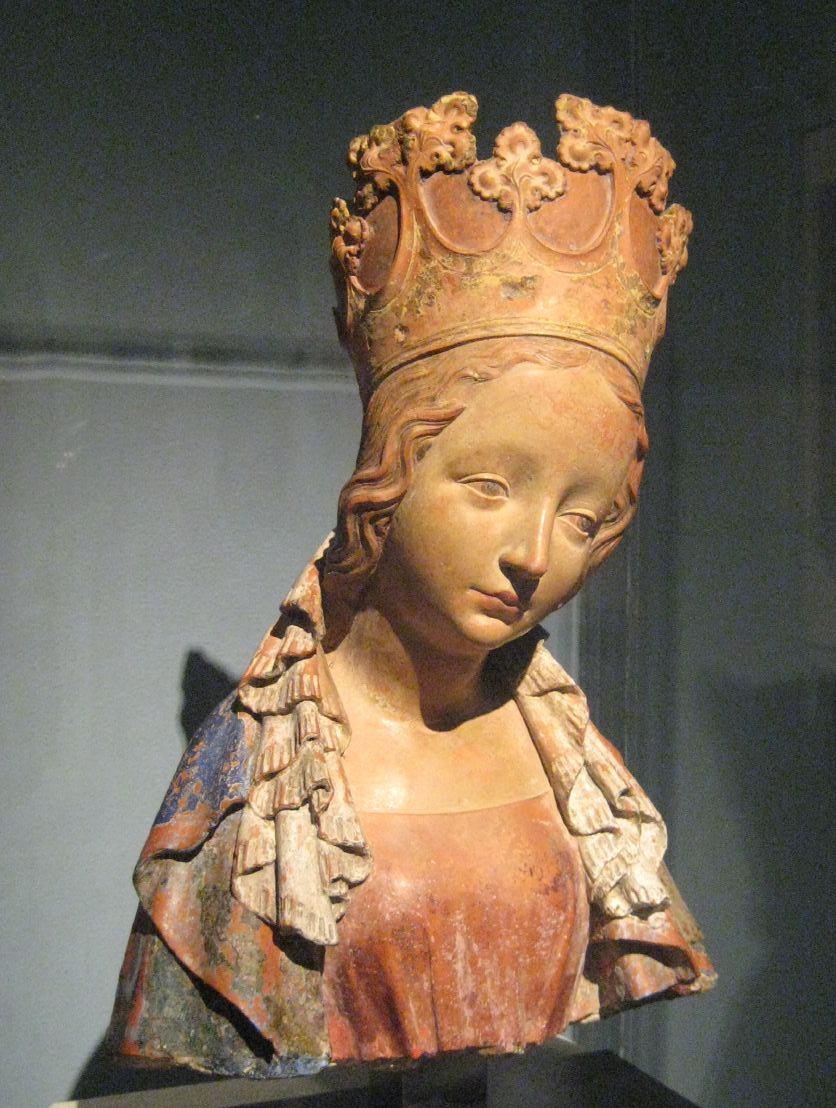
Bức tượng bán thân Gothic quốc tế của Đức Trinh Nữ Maria, Bohemia, c. 1390–95, terracotta với đa sắc

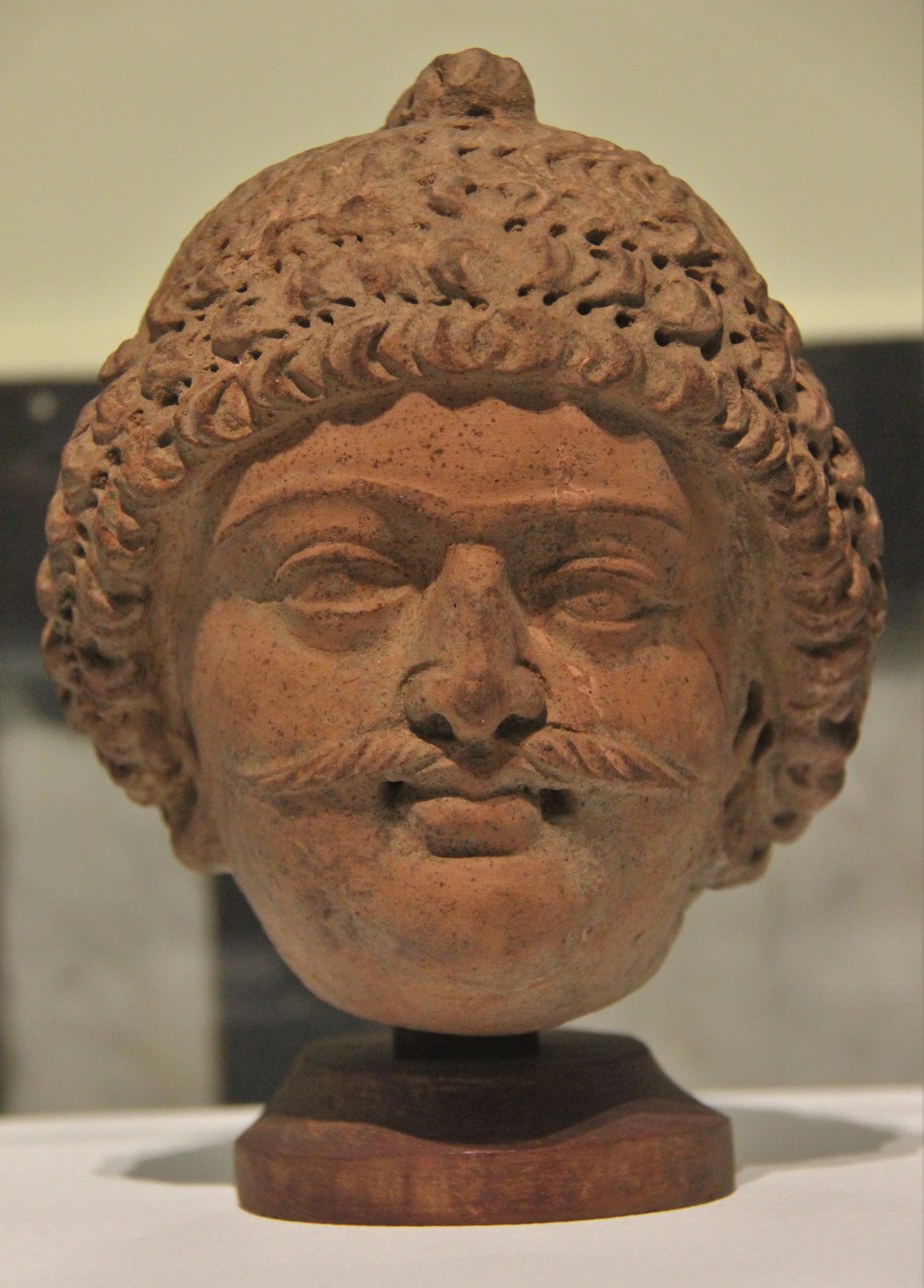
Đầu terracotta từ Akhnoor, Jammu, Ấn Độ Đầu có từ thế kỷ thứ 6 sau Công nguyên. Trưng bày trong bảo tàng Prince of Wales

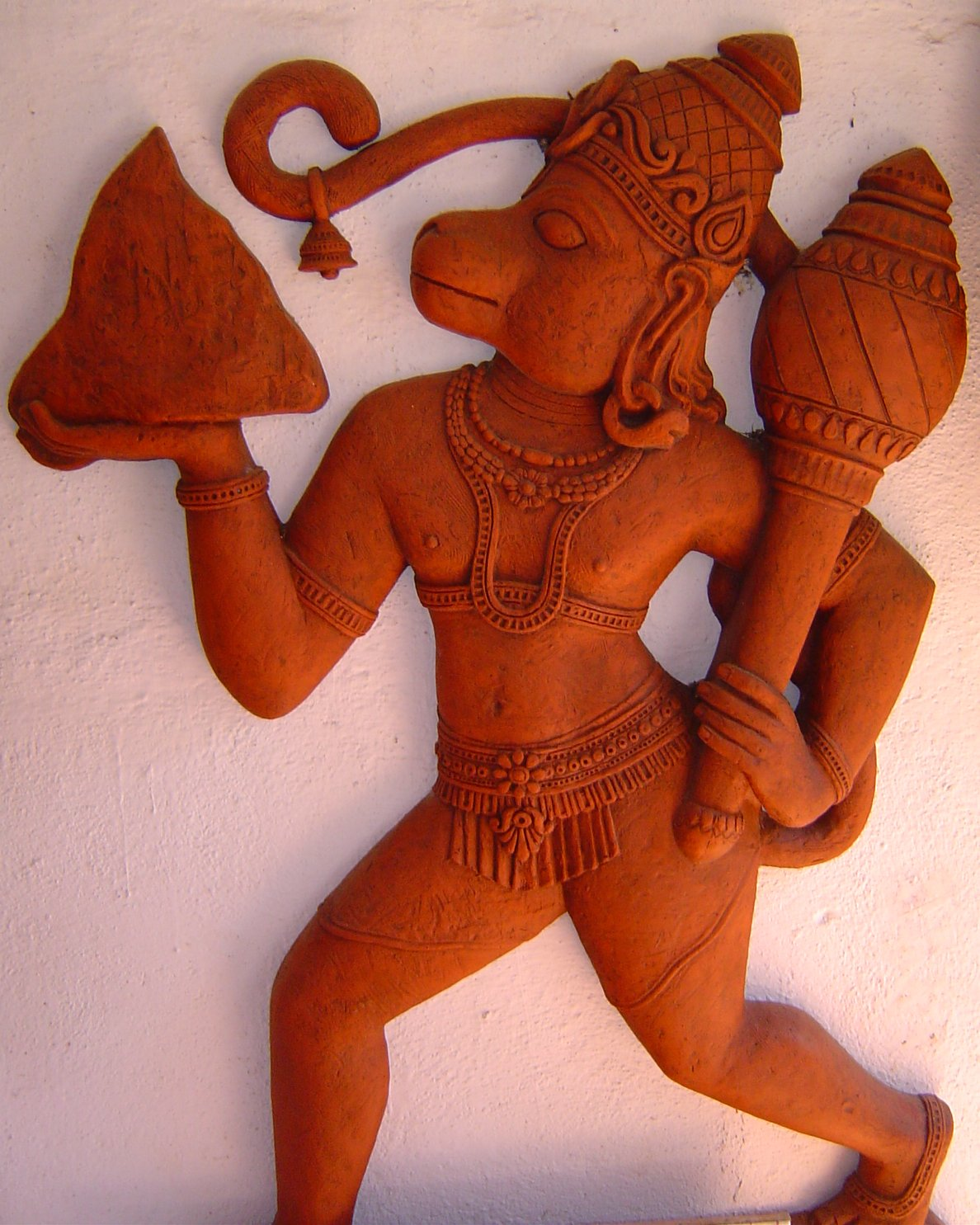
Điêu khắc của Chúa Hanuman trong terracotta không tráng men

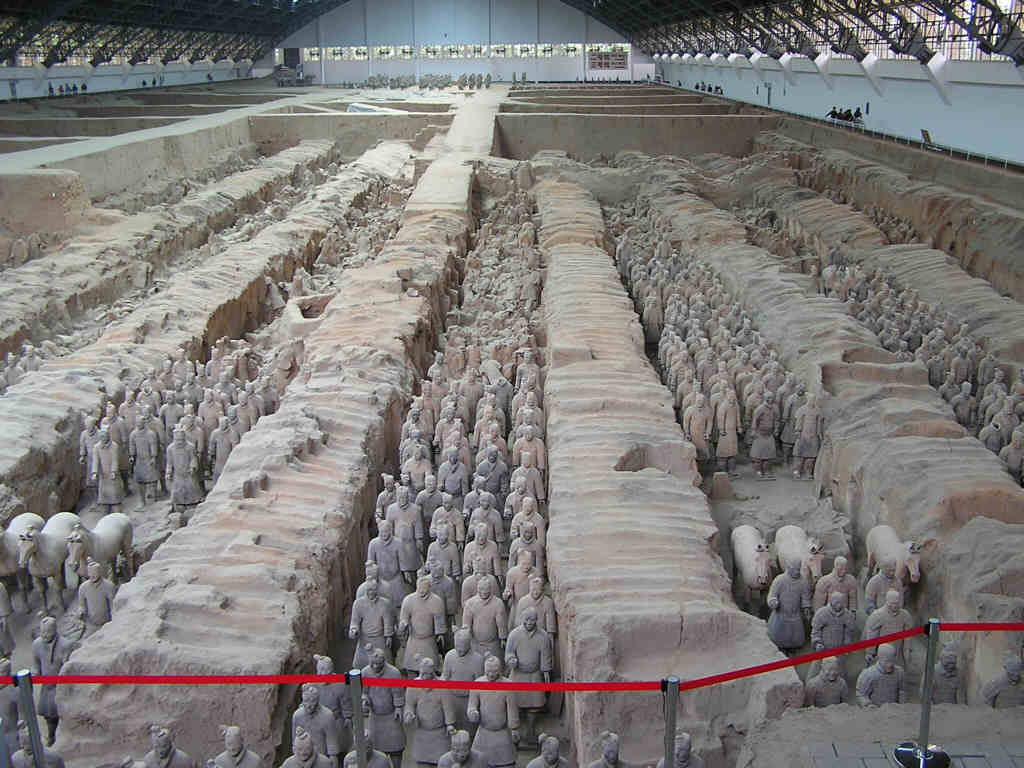
Đội quân terracotta ở Tây An, Trung Quốc

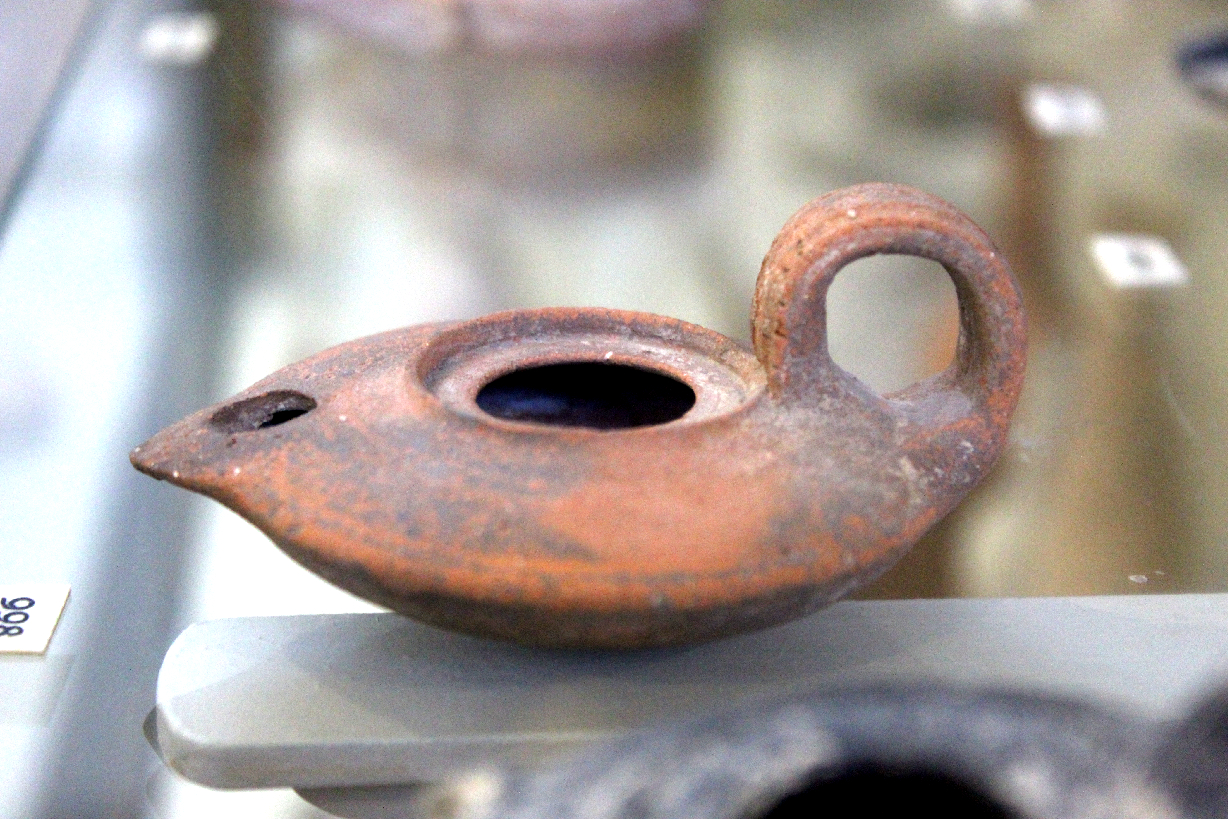
Đèn terracotta

Terracotta, terra cotta hoặc terra-cotta (phát âm [ˌtɛrraˈkɔtta]; Ý: "đất nung", từ Latin terra cocta), một loại đồ đất nung, là một loại gốm không tráng men hoặc có tráng men làm từ đất sét, nơi thân được nung là xốp. Terracotta là thuật ngữ thường được sử dụng trong điêu khắc làm bằng đồ đất nung, và cũng cho các mục đích sử dụng thực tế khác nhau bao gồm bát đĩa ăn (đáng chú ý là chậu hoa), ống dẫn nước và nước thải, ngói lợp, gạch, và tôn tạo bề mặt trong xây dựng công trình. Thuật ngữ này cũng được sử dụng để chỉ màu cam nâu tự nhiên thay đổi đáng kể của hầu hết terracotta.
Terracotta có những vai trò như một phương tiện trong điêu khắc, như trong Đội quân terracotta và các bức tượng terracotta Hy Lạp, và trang trí kiến trúc. Điêu khắc châu Á và châu Âu trong sứ không được bảo hiểm. Kiến trúc terracotta tráng men và phiên bản không tráng men của nó như bề mặt bên ngoài cho các tòa nhà đã được sử dụng ở châu Á trong một số thế kỷ trước khi trở nên phổ biến ở phương Tây trong thế kỷ 19. Kiến trúc terracotta cũng có thể đề cập đến các yếu tố gốm trang trí như các antefix và kè, góp phần lớn vào sự xuất hiện của các ngôi đền và các tòa nhà khác trong kiến trúc cổ điển của châu Âu, cũng như ở Cận Đông cổ đại.
Trong khảo cổ học và lịch sử nghệ thuật, "terracotta" thường được sử dụng để mô tả các vật thể như tượng nhỏ không được tạo ra trên bánh xe của thợ gốm. Bình đựng nước và các vật thể khác hoặc có thể được chế tạo trên một bánh xe từ cùng một vật liệu được gọi là đồ gốm bằng đất nung; sự lựa chọn thuật ngữ phụ thuộc vào loại đối tượng hơn là vật liệu hoặc kỹ thuật nung. Những mảnh không tráng men, và những thứ được làm cho xây dựng và công nghiệp, cũng có nhiều khả năng được gọi là terracotta, trong khi bộ đồ ăn và các bình đựng khác được gọi là đất nung (mặc dù đôi khi terracotta nếu không tráng men), hoặc bởi một thuật ngữ chính xác hơn như faience.

## Sản xuất và thuộc tính
Một đất sét tinh chế thích hợp được hình thành để hình dạng mong muốn. Sau khi sấy khô, nó được đặt trong lò nung hoặc trên vật liệu dễ cháy trong hố, và sau đó được nung. Nhiệt độ nung thông thường là khoảng 1.000 °C (1.830 °F), mặc dù nó có thể thấp đến 600 °C (1.112 °F) trong các ví dụ lịch sử và khảo cổ. Hàm lượng sắt, phản ứng với oxy trong quá trình nung, làm cho cơ thể bị cháy có màu đỏ, mặc dù màu sắc tổng thể khác nhau giữa các sắc thái của vàng, cam, da bò, đỏ, "terracotta", hồng, xám hoặc nâu. Trong một số bối cảnh, chẳng hạn như bức tượng La Mã, terracotta màu trắng được gọi là pipeclay, vì những loại đất sét này sau đó được ưa thích cho các tẩu hút thuốc, thường được làm bằng đất sét cho đến thế kỷ 19.
Terracotta được nung tuy không kín nước, nhưng đánh bóng (burnishing) bề mặt thân trước khi nung có thể làm giảm độ xốp của nó và một lớp men có thể làm cho nó kín nước. Nó phù hợp để sử dụng dưới mặt đất để mang nước áp lực sử dụng thời xưa, cho chậu trong vườn hoặc trang trí tòa nhà trong nhiều môi trường, và cho các thùng chứa dầu, đèn dầu hoặc lò nướng. Hầu hết các ứng dụng khác, chẳng hạn như cho bộ đồ ăn, đường ống vệ sinh hoặc trang trí tòa nhà trong môi trường đóng băng, đòi hỏi vật liệu phải được tráng men. Terracotta nếu không bị nứt (crack) sẽ ngân (ring) lên nếu bị gõ (struck) nhẹ.
Terracotta được sơn ("đa sắc") thường được phủ một lớp gesso mỏng, sau đó sơn. Nó đã được sử dụng rất rộng rãi nhưng sơn chỉ thích hợp cho các vị trí trong nhà và kém bền hơn nhiều so với màu nung trong hoặc dưới lớp men gốm. Điêu khắc terracotta rất hiếm khi ở dạng được nung "thô" ở phương Tây cho đến thế kỷ 18.

## Trong lịch sử nghệ thuật
Các bức tượng nữ bằng terracotta đã được các nhà khảo cổ phát hiện trong các cuộc khai quật ở Mohenjo-daro, Pakistan (3000–1500 trước Công nguyên). Cùng với những viên đá hình phallus, chúng gợi ý một số kiểu sùng bái sinh sản. Phù điêu Burney là một mảng terracotta nổi bật từ Mesopotamia cổ đại vào khoảng năm 1950 trước Công nguyên. Ở Mesoamerica, phần lớn các bức tượng nhỏ của Olmec đều bằng terracotta. Nhiều bức tượng nhà xác ushabti cũng được làm bằng terracotta ở Ai Cập cổ đại.
Các bức tượng Tanagra của người Hy Lạp cổ đại được sản xuất hàng loạt bằng khuôn đúc và nung bằng terracotta, dường như có giá cả phải chăng trong thời kỳ Hy Lạp, và thường hoàn toàn là chức năng trang trí. Chúng là một phần của một loạt các bức tượng terracotta Hy Lạp, bao gồm các tác phẩm lớn hơn và chất lượng cao hơn như Aphrodite Heyl; Người La Mã cũng đã tạo ra một số lượng lớn các bức tượng nhỏ, thường mang tính tôn giáo. Nghệ thuật Etruscan thường sử dụng terracotta để ưu tiên cho đá ngay cả đối với những bức tượng lớn hơn, chẳng hạn như Apollo của Veii và Sarcophagus của Vợ chồng. Phù điêu Campana là phù điêu terracotta La Mã cổ đại, ban đầu chủ yếu được sử dụng để làm diềm cho bên ngoài các tòa nhà, như là một thay thế rẻ hơn cho đá.
Điêu khắc Ấn Độ đã sử dụng terracotta rất nhiều từ thời Văn minh Indus Valley (với điêu khắc đá và kim loại khá hiếm), và trong các khu vực phức tạp hơn, phần lớn đã từ bỏ mô hình để sử dụng khuôn mẫu vào thế kỷ 1 trước Công nguyên. Điều này cho phép các số liệu tương đối lớn, gần bằng kích thước cuộc sống, được thực hiện, đặc biệt là trong thời kỳ Gupta và các thế kỷ ngay sau nó. Một số truyền thống phổ biến mạnh mẽ của địa phương về điêu khắc dân gian bằng terracotta vẫn còn hoạt động cho đến ngày nay, chẳng hạn như ngựa Bankura.
Điêu khắc Tây Phi thời tiền sử cũng sử dụng rộng rãi terracotta. Các khu vực được công nhận nhất để sản xuất nghệ thuật terracotta ở phần đó của thế giới bao gồm văn hóa Nok của miền trung và bắc trung bộ Nigeria, trục văn hóa Ife/ Bénin ở phía tây và nam Nigeria (cũng được ghi nhận là điêu khắc tự nhiên đặc biệt), và khu vực văn hóa Igbo ở miền đông Nigeria, nơi xuất sắc trong đồ gốm terracotta. Những truyền thống liên quan, nhưng riêng biệt này cũng đã sinh ra các trường phái điêu khắc bằng đồng và đồng thau trong khu vực.
Điêu khắc Trung Quốc đã sử dụng rất nhiều terracotta, có và không có kính và màu sắc, từ rất sớm. Đội quân terracotta nổi tiếng của Hoàng đế Tần Thủy Hoàng, 209–210 BC, có phần không bình thường, và hai ngàn năm trước các bức phù điêu phổ biến hơn, trong các ngôi mộ và các nơi khác. Các nhân vật Phật giáo sau này thường được làm bằng terracotta sơn và tráng men, với những chiếc La hán gốm tráng men Dịch huyện, có lẽ là của 1150 Quay1250, hiện đang ở trong nhiều bảo tàng phương Tây, trong số những ví dụ điển hình nhất. Những ngôi mộ xây bằng gạch từ thời nhà Hán thường được hoàn thiện trên bức tường bên trong với những viên gạch được trang trí trên một mặt; các kỹ thuật bao gồm phù điêu đúc. Những ngôi mộ sau này chứa nhiều hình tượng của các linh hồn và động vật và người hầu bảo vệ cho thế giới bên kia, bao gồm cả những con ngựa nổi tiếng của triều đại T'ang; như một vấn đề tùy tiện về thuật ngữ, những xu hướng này không được gọi là terracottas.
Nghệ thuật thời trung cổ châu Âu ít sử dụng điêu khắc terracotta, cho đến cuối thế kỷ 14, khi nó được sử dụng trong các xưởng chế tác gothic quốc tế tiên tiến ở các vùng của Đức. Trinh nữ được minh họa ở đầu bài viết từ Bohemia là ví dụ độc đáo được biết đến từ đó. Một vài thập kỷ sau đó, có một sự hồi sinh trong thời Phục hưng Ý, lấy cảm hứng từ những chiếc terracottas cổ điển được khai quật cũng như các ví dụ của Đức, dần dần lan sang phần còn lại của châu Âu. Ở Florence Luca della Robbia (1399/14001482) là một nhà điêu khắc, người đã thành lập một triều đại gia đình chuyên về terracotta tráng men và sơn, đặc biệt là những viên tròn lớn được sử dụng để trang trí bên ngoài nhà thờ và các tòa nhà khác. Những người này đã sử dụng các kỹ thuật tương tự như maiolica đương đại và đồ gốm tráng men thiếc. Các nhà điêu khắc khác bao gồm Pietro Torrigiano (1472 trừ1528), người đã sản xuất các bức tượng, và ở Anh bán thân của hoàng gia Tudor. Các bức tượng bán thân không tráng men của Hoàng đế La Mã trang hoàng Cung điện Hampton Court, bởi Giovanni da Maiano, 1521, là một ví dụ khác về công việc của người Ý ở Anh. Chúng ban đầu được vẽ nhưng hiện tại nó đã bị mất do thời tiết. 

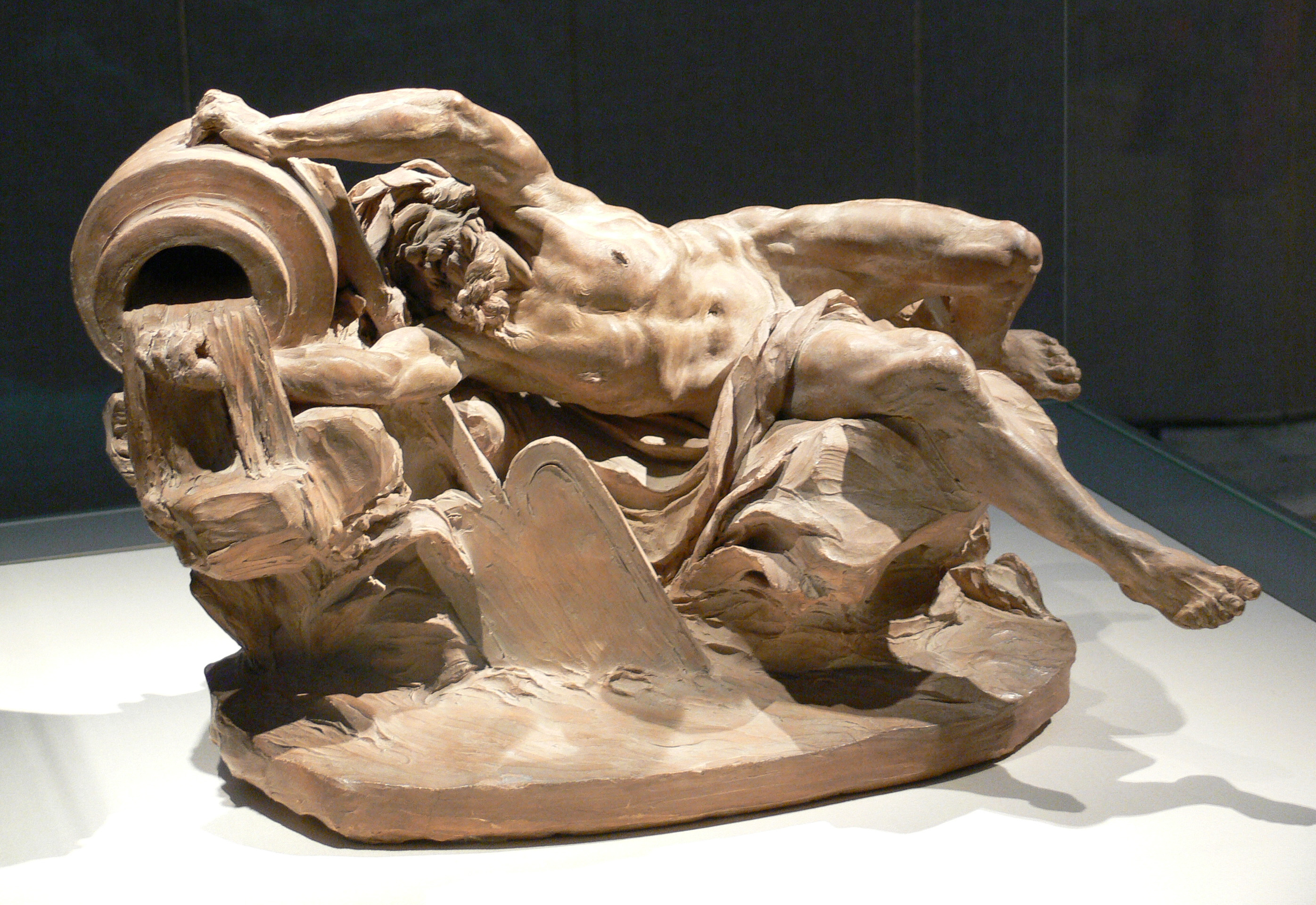
Clodion, Sông Rhine ngăn cách các vùng biển, năm 1765, 27,9× 45,7×30,5 cm (11×18×12 in)

Trong terracotta không tráng men của thế kỷ 18, từ lâu đã được sử dụng cho các mô hình đất sét sơ bộ hoặc maquette sau đó đã được nung, đã trở thành mốt làm vật liệu cho các tác phẩm điêu khắc nhỏ bao gồm cả bức chân dung. Nó dễ dàng để làm việc nhiều hơn các vật liệu chạm khắc, và cho phép một nghệ sĩ tiếp cận tự phát hơn. Claude Michel (1738–1814), được gọi là Clodion, là người tiên phong có ảnh hưởng ở Pháp. John Michael Rysbrack (1694–1770), một nhà điêu khắc chân dung người Flemish làm việc ở Anh, đã bán modelli terracotta của mình cho các tác phẩm lớn hơn bằng đá và chỉ sản xuất bán thân bằng terracotta. Trong thế kỷ tiếp theo, nhà điêu khắc người Pháp Albert-Ernest Carrier-Belleuse đã tạo ra nhiều mảnh terracotta, nhưng có lẽ nổi tiếng nhất là Vụ bắt cóc Hippodameia mô tả cảnh thần thoại Hy Lạp về một nhân mã bắt cóc Hippodameia trong ngày cưới của cô.

### Ngành kiến trúc

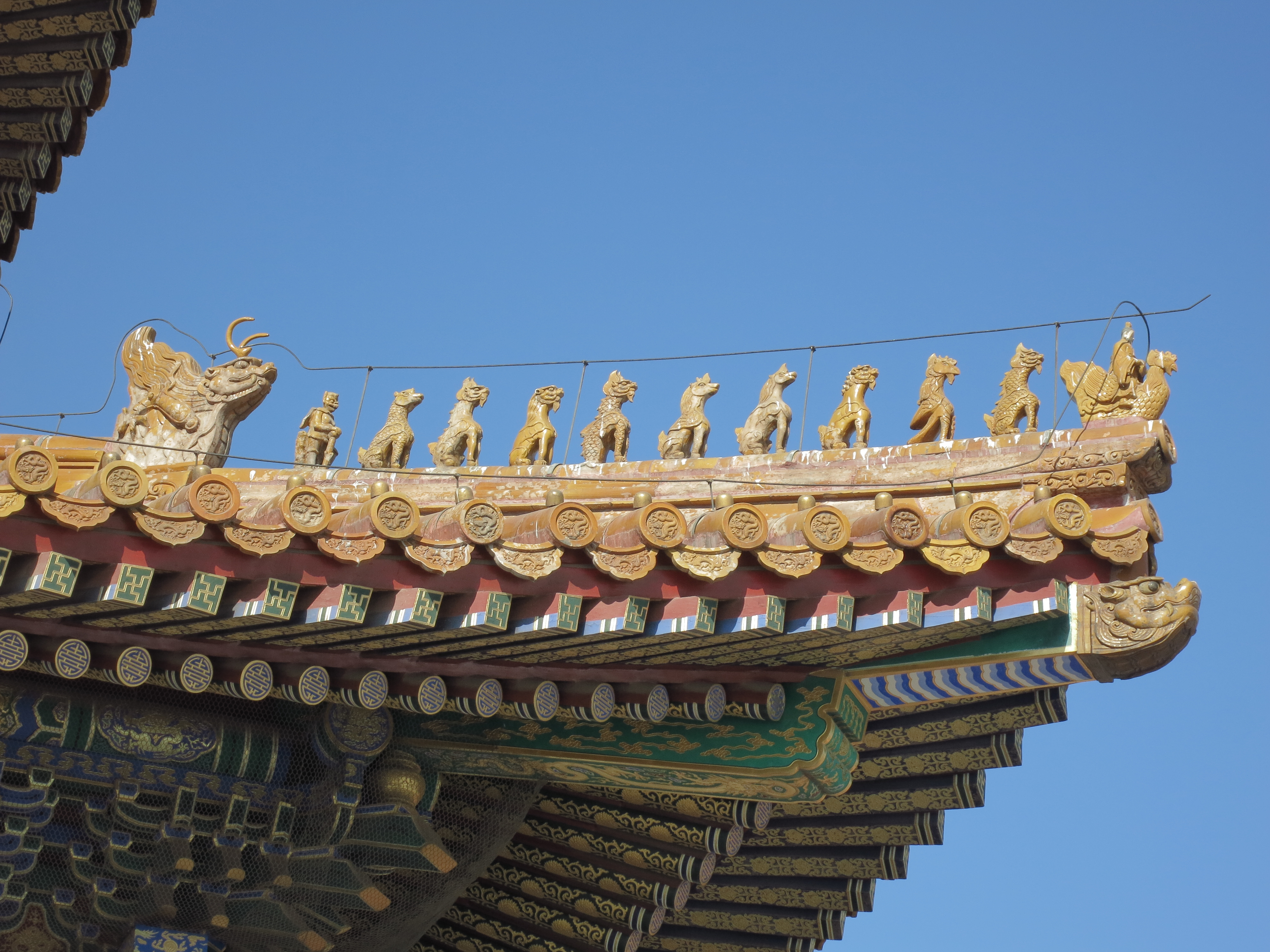
Trang trí mái nhà hoàng gia trong Tử Cấm Thành

Gạch terracotta có một lịch sử lâu dài ở nhiều nơi trên thế giới, được đề cập trong bài báo đó. Nhiều kiểu lợp cổ xưa và truyền thống bao gồm các yếu tố điêu khắc phức tạp hơn so với ngói lợp đơn giản, như trang trí mái Hoàng gia Trung Quốc và antefix của kiến trúc cổ điển phương Tây. Ở Ấn Độ Tây Bengal đã tạo ra một đặc sản của những ngôi đền bằng terracotta, với trang trí điêu khắc từ vật liệu giống như xây dựng gạch chính.
Vào thế kỷ 19, khả năng trang trí terracotta của các tòa nhà một lần nữa được các kiến trúc sư đánh giá cao, thường sử dụng những miếng terracotta dày hơn, và bề mặt không bằng phẳng. Kiến trúc sư người Mỹ Louis Sullivan nổi tiếng với trang trí bằng terracotta kiến trúc tráng men tinh xảo, những thiết kế không thể thực hiện trong bất kỳ phương tiện nào khác. Terracotta và gạch được sử dụng rộng rãi trong các tòa nhà thị trấn Victoria Birmingham, Anh. Đến khoảng năm 1930, việc sử dụng rộng rãi kiến trúc bê tông và Hiện đại phần lớn đã chấm dứt việc sử dụng terracotta trong kiến trúc.

## Ưu điểm trong điêu khắc
So với điêu khắc bằng đồng, terracotta sử dụng quy trình đơn giản và nhanh chóng hơn nhiều để tạo ra tác phẩm hoàn thiện với chi phí vật liệu thấp hơn nhiều. Nhiệm vụ dễ dàng hơn của mô hình hóa, điển hình là với một loạt dao và dụng cụ tạo hình bằng gỗ hạn chế, nhưng chủ yếu sử dụng ngón tay, cho phép nghệ sĩ thực hiện một cách tiếp cận linh hoạt và tự do hơn. Chẳng hạn, các chi tiết nhỏ có thể không thực tế để khắc trên đá, tóc hoặc trang phục, có thể dễ dàng được thực hiện trong terracotta, và đôi khi có thể được tạo thành từ các tấm đất sét mỏng để dễ dàng đạt được hiệu ứng thực tế hơn.

Kỹ thuật làm khuôn tái sử dụng có thể được sử dụng để sản xuất nhiều mảnh giống hệt nhau. So với điêu khắc cẩm thạch và đồ đá khác, sản phẩm hoàn chỉnh nhẹ hơn nhiều và có thể được sơn và tráng men để tạo ra các vật thể với màu sắc hoặc mô phỏng bền của patina kim loại. Công việc bền bỉ cho sử dụng ngoài trời đòi hỏi độ dày lớn hơn và do đó sẽ nặng hơn, cần cẩn thận hơn trong việc làm khô mảnh chưa hoàn thành để ngăn ngừa nứt khi vật liệu co lại. Xem xét cấu trúc tương tự như những yêu cầu cho điêu khắc đá; có một giới hạn đối với sự nhấn mạnh có thể được áp đặt lên terracotta, và các bức tượng bằng terracotta của các nhân vật đứng không được hỗ trợ được giới hạn ở dưới kích thước cuộc sống trừ khi có thêm hỗ trợ cấu trúc. Điều này cũng là do các hình lớn rất khó nung và các ví dụ còn sót lại thường cho thấy độ võng hoặc vết nứt. Các nhân vật Yixian được nung với nhiều mảnh và có các thanh sắt bên trong để giữ cấu trúc lại với nhau.

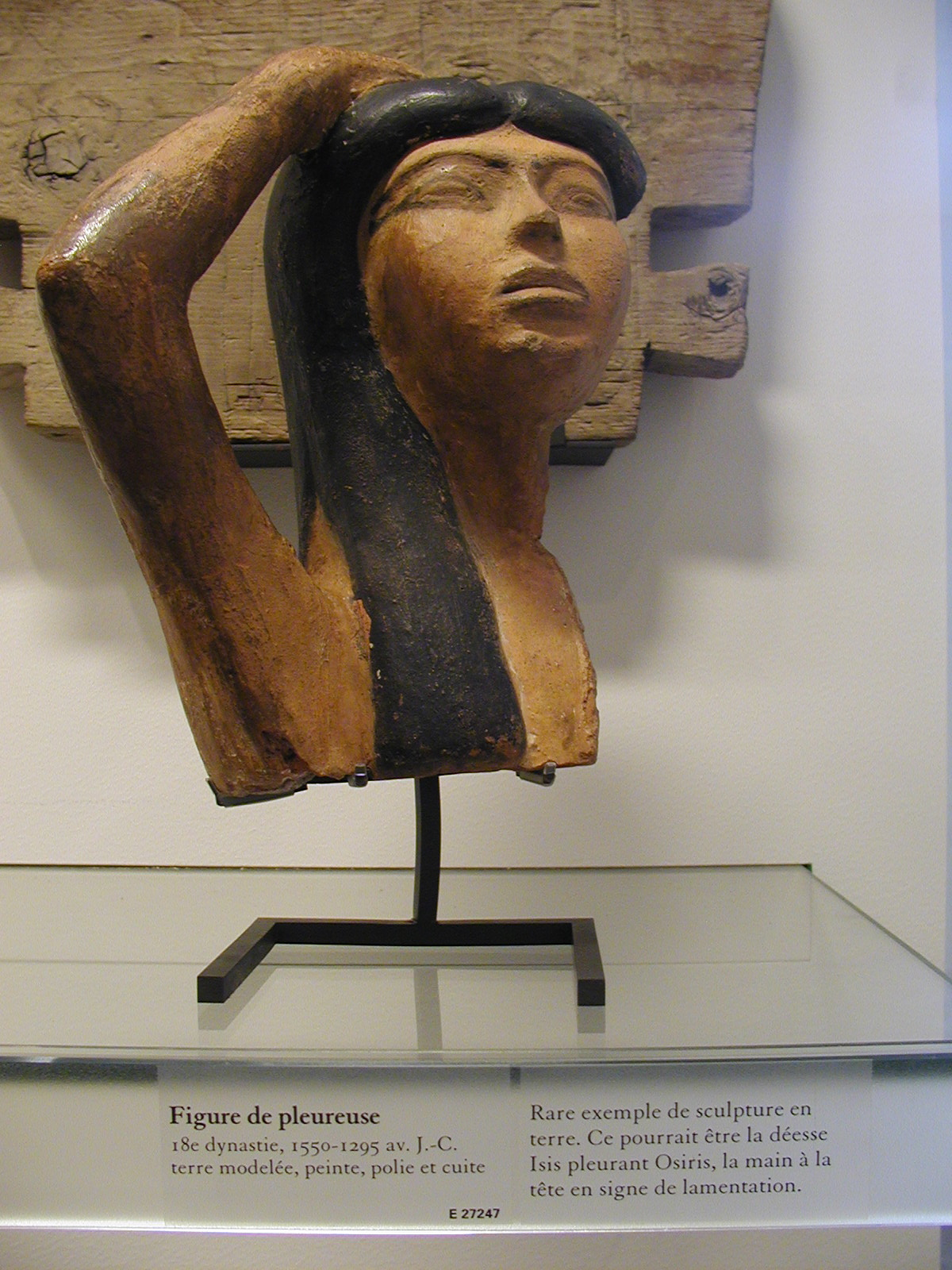
Hình ảnh terracotta hiếm hoi của Isis than thở về sự mất mát của Osiris (Triều đại thứ mười tám, Ai Cập) Musée du Louvre, Paris
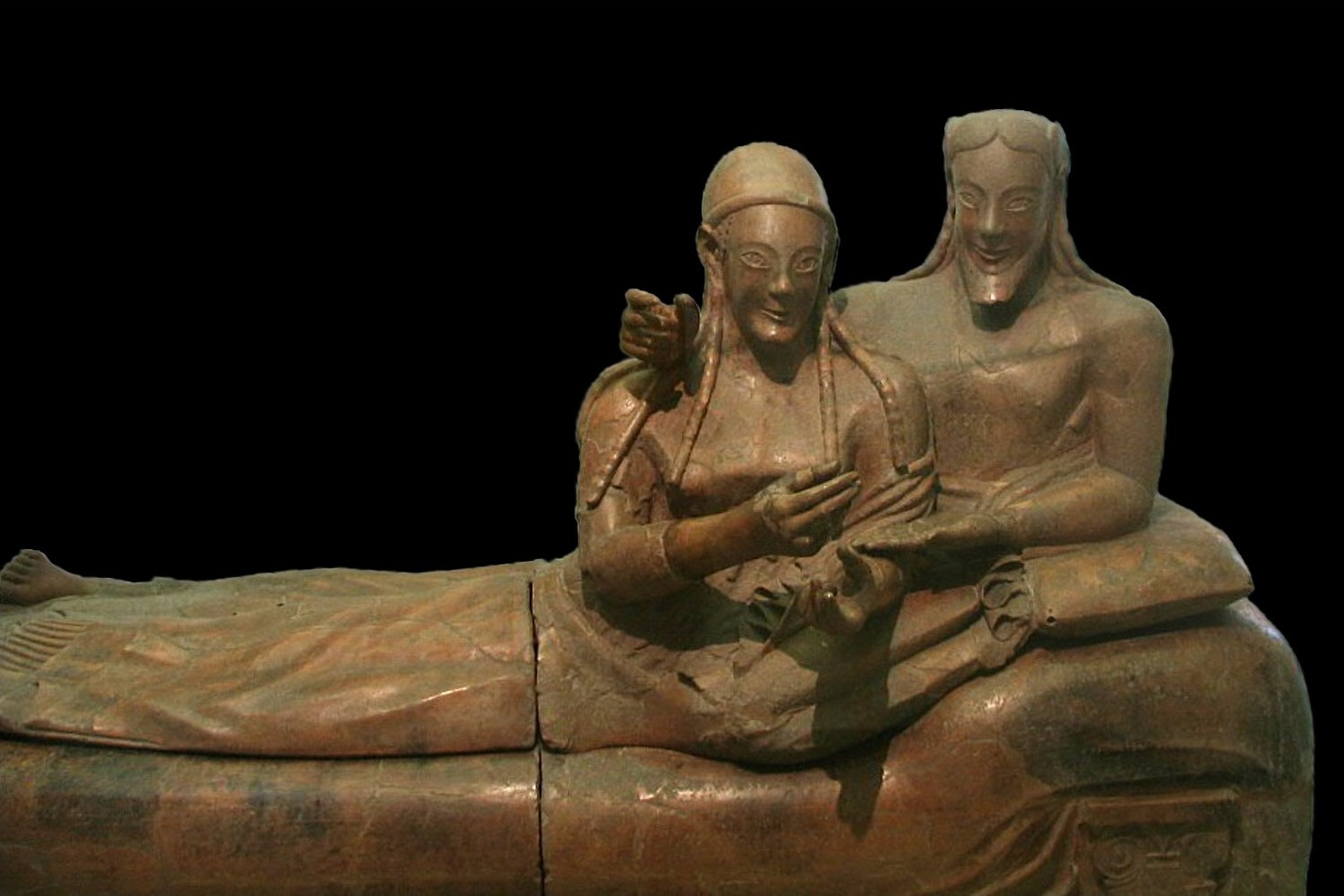
Etruscan "Sarcophagus of the Spouse", tại National Etruscan Museum, c 520 TCN
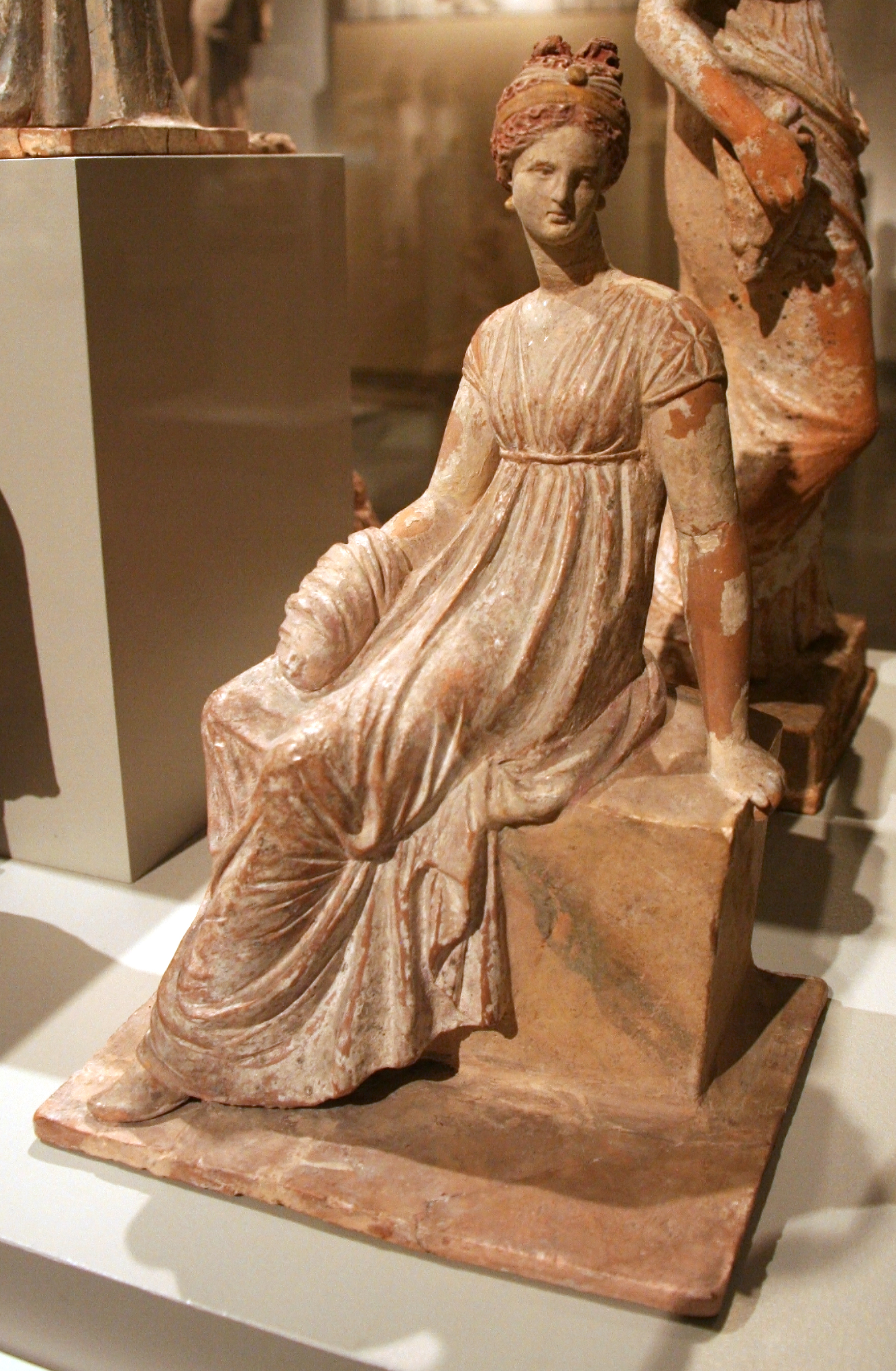
Phụ nữ 'Trung lưu' giàu có: cái gọi là tượng Tanagra, Hy Lạp cổ đại, 325-150 trước Công nguyên, Bảo tàng Altes
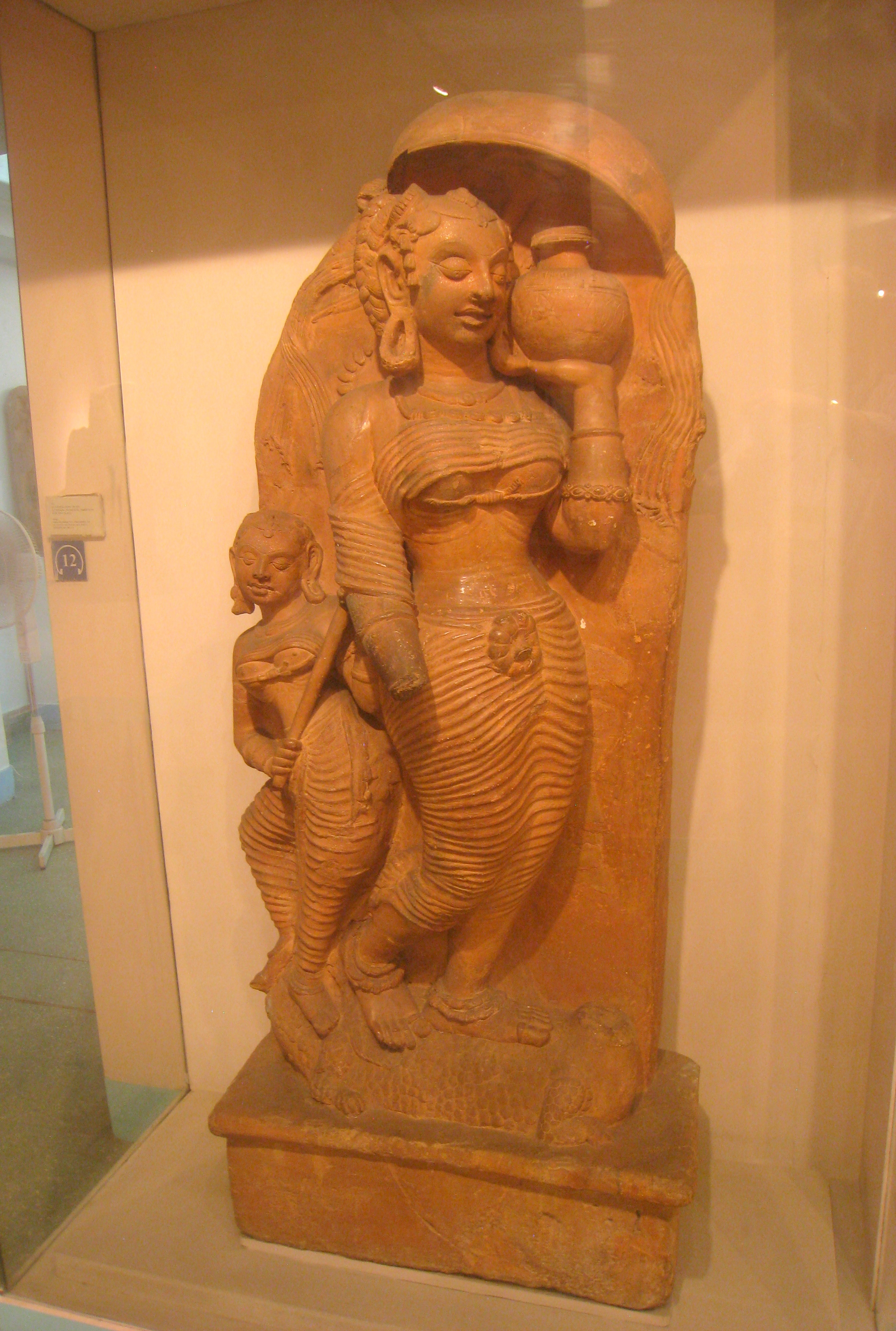
Số liệu terracotta Ấn Độ, triều đại Gupta
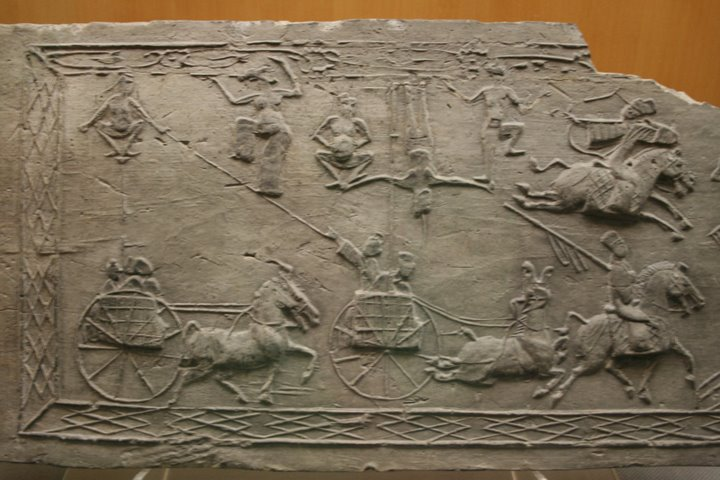
Triều đại nhà Hán "mộ gạch"
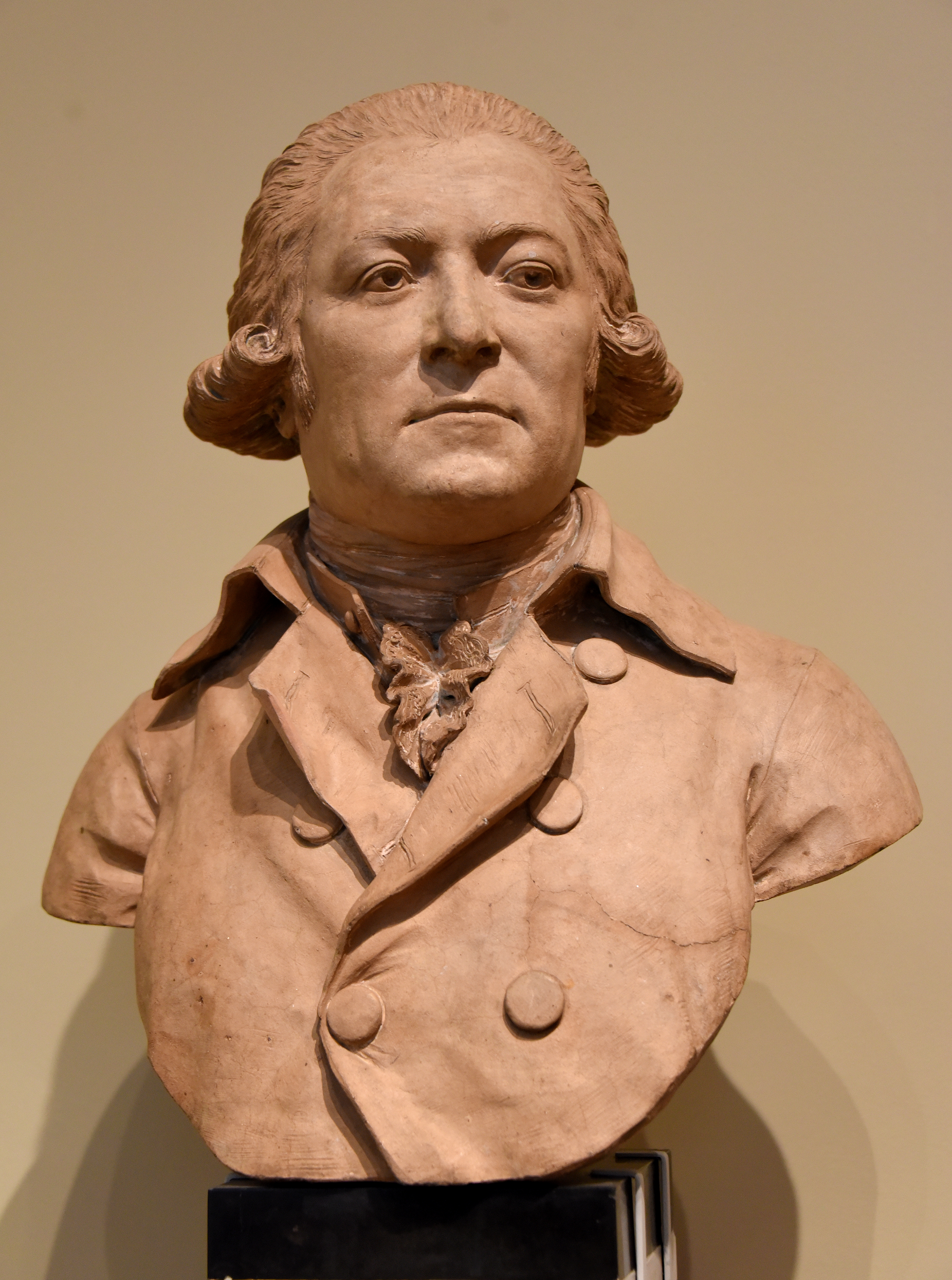
Bức tượng bán thân của một người đàn ông không rõ danh tính của Pierre Merard, 1786, Pháp
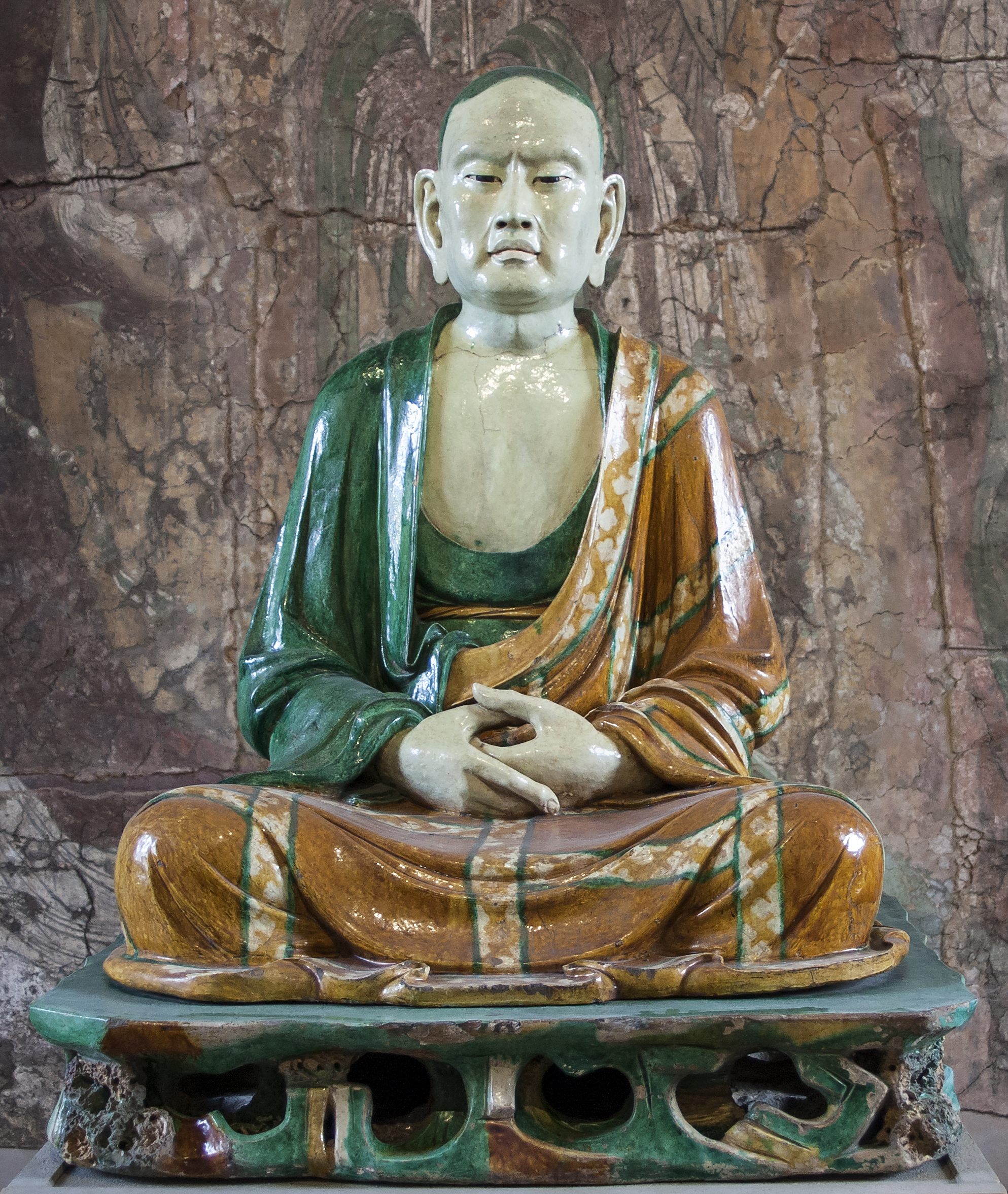
Bảo tàng Anh, Luohan ngồi từ Yixian, từ La hán gốm tráng men Dịch huyện, có lẽ là 1150-1250
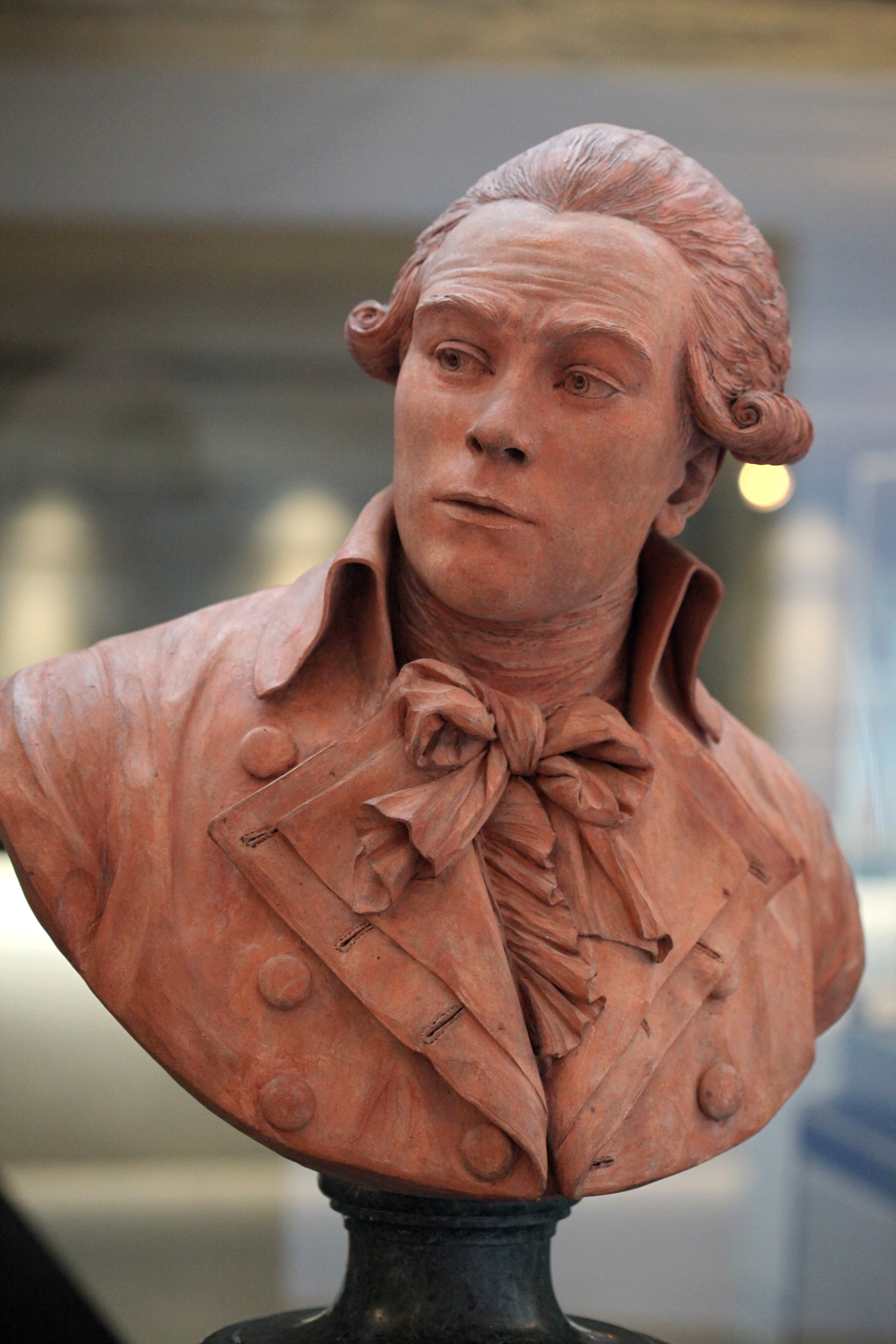
Maximilien Robespierre, bức tượng bán thân không tráng men của Claude-André Deseine, 1791
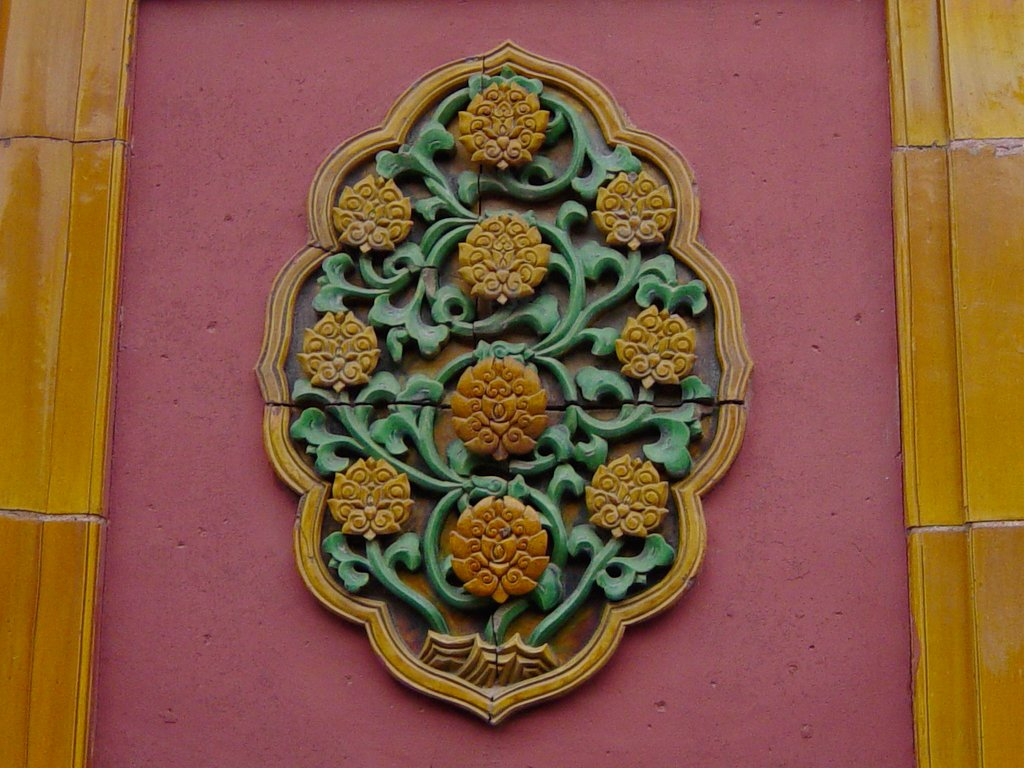
Trang trí tòa nhà tráng men tại Tử Cấm Thành, Bắc Kinh
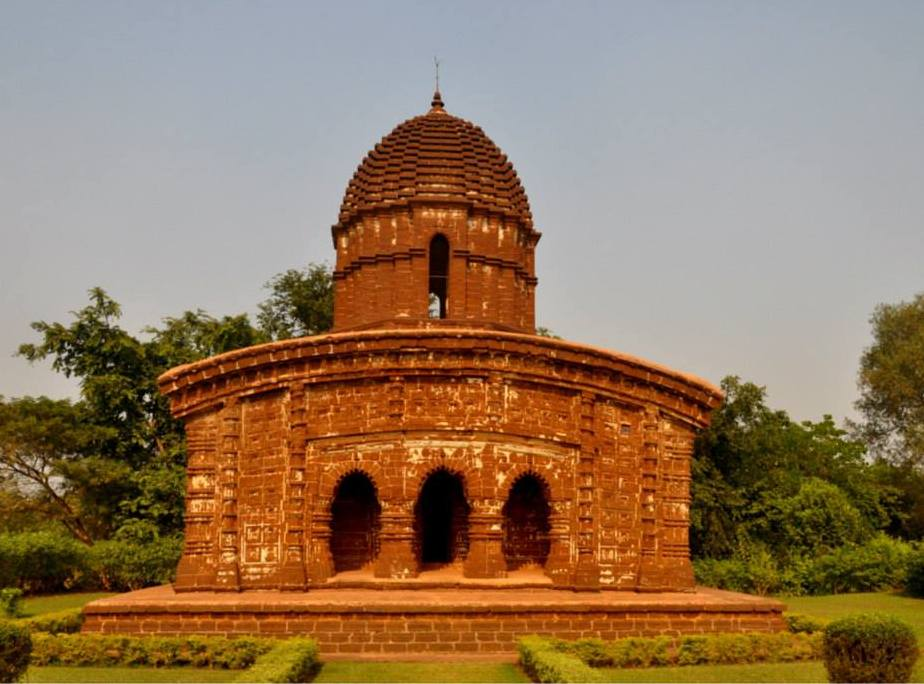
Đền terracotta, Bishnupur, Ấn Độ, một trung tâm nổi tiếng về những ngôi đền bằng terracotta
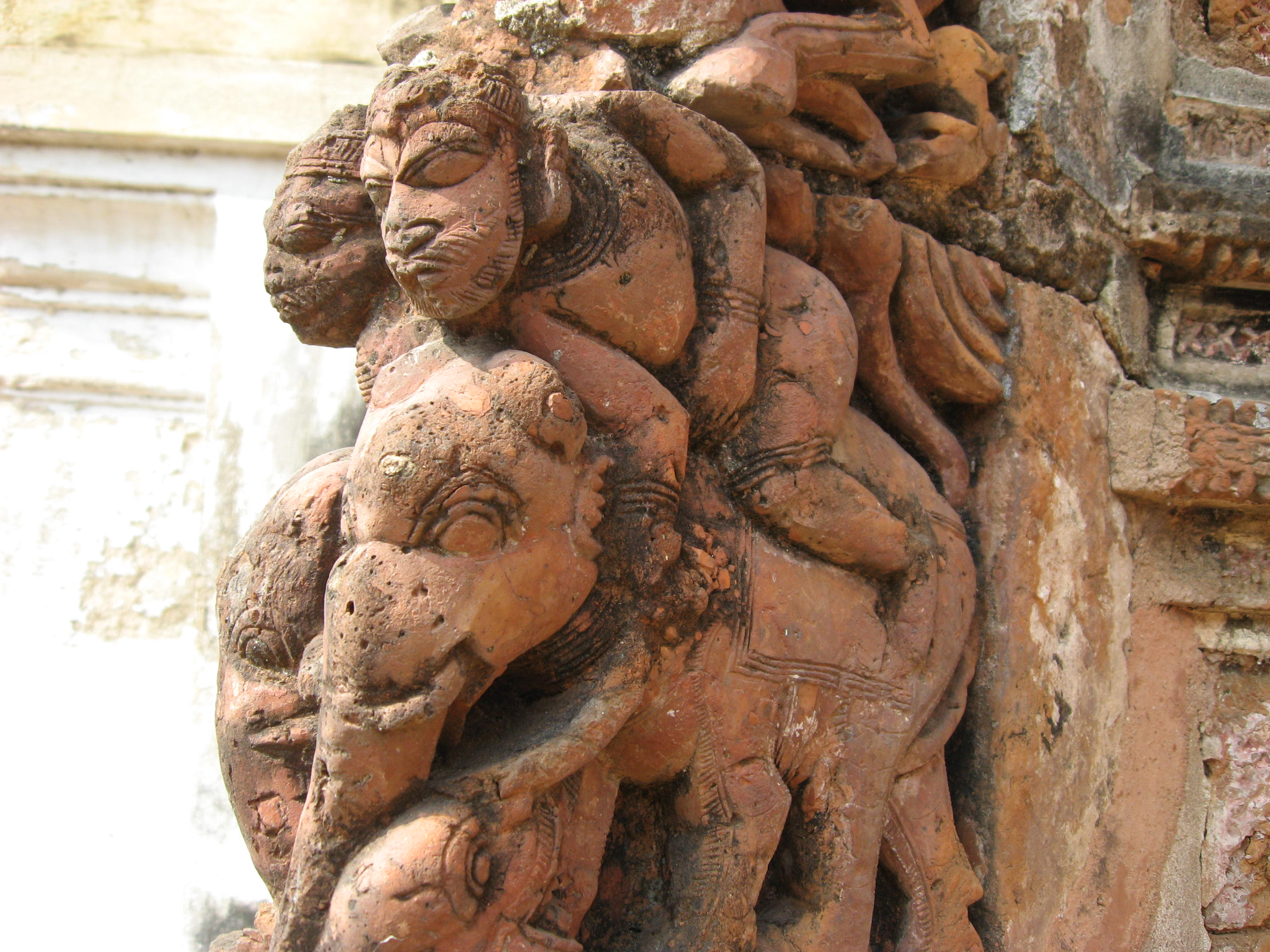
Đền thờ Hindu, 1739, Kalna, Ấn Độ
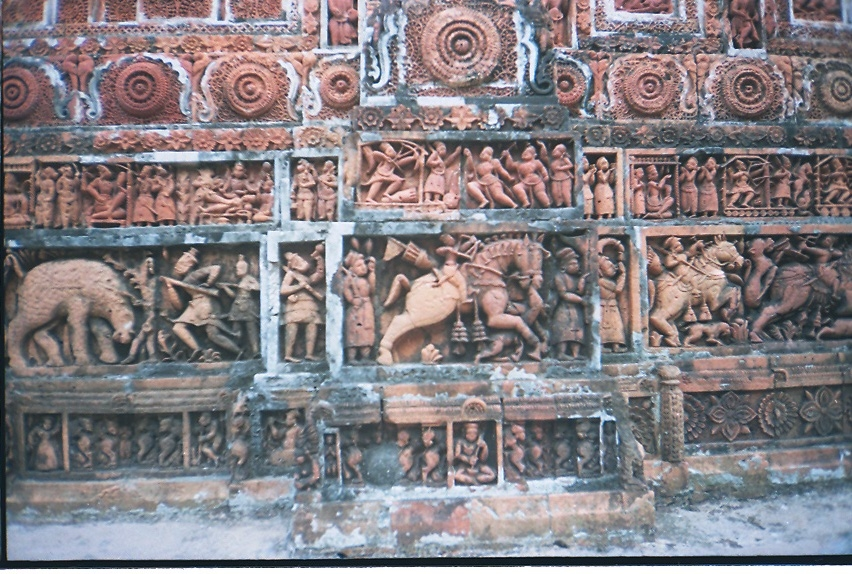
Thiết kế terracotta bên ngoài Đền Kantajew, Dinajpur, Bangladesh
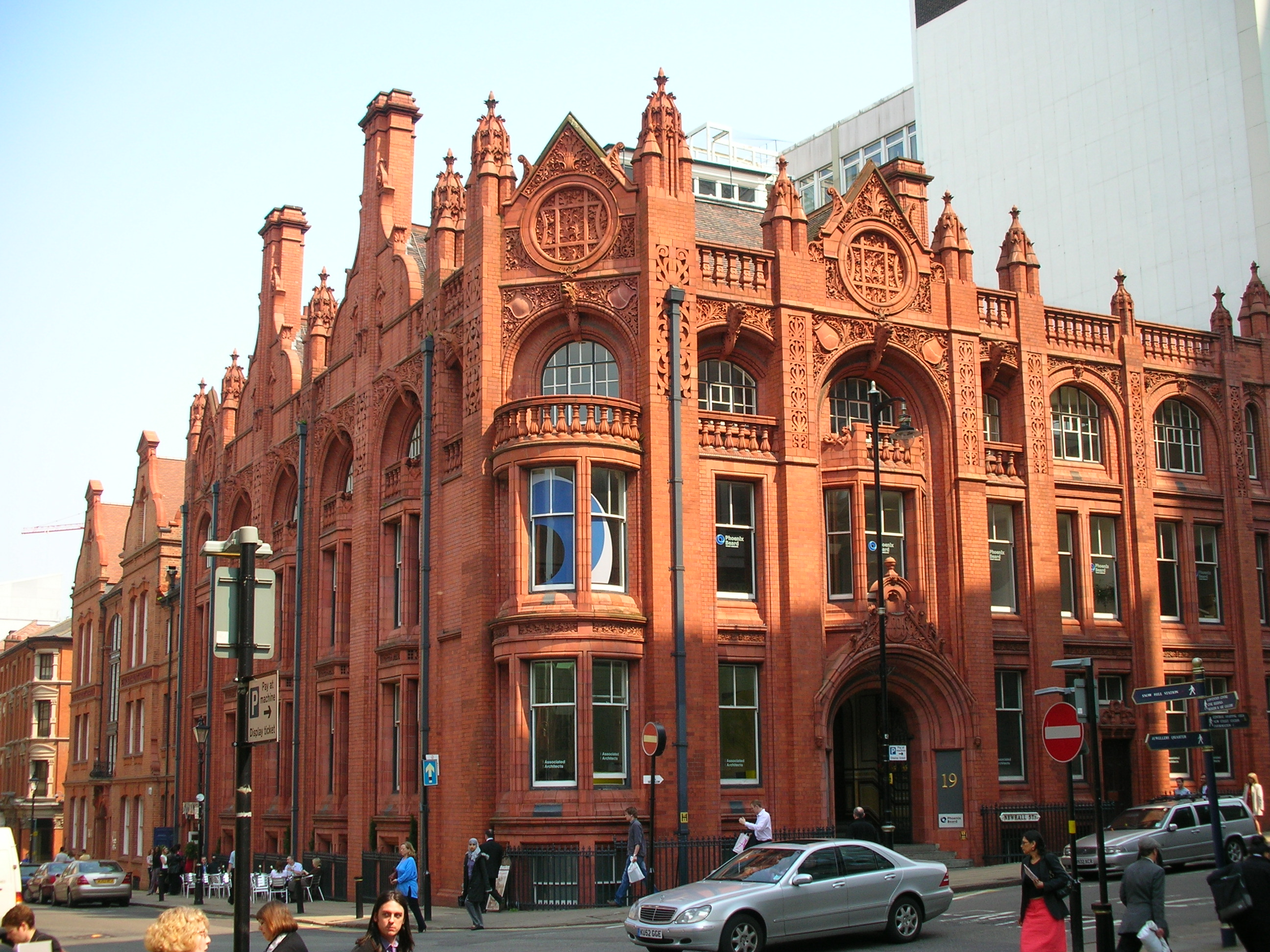
Tòa nhà Điện thoại Bell Edison, Birmingham, Anh.
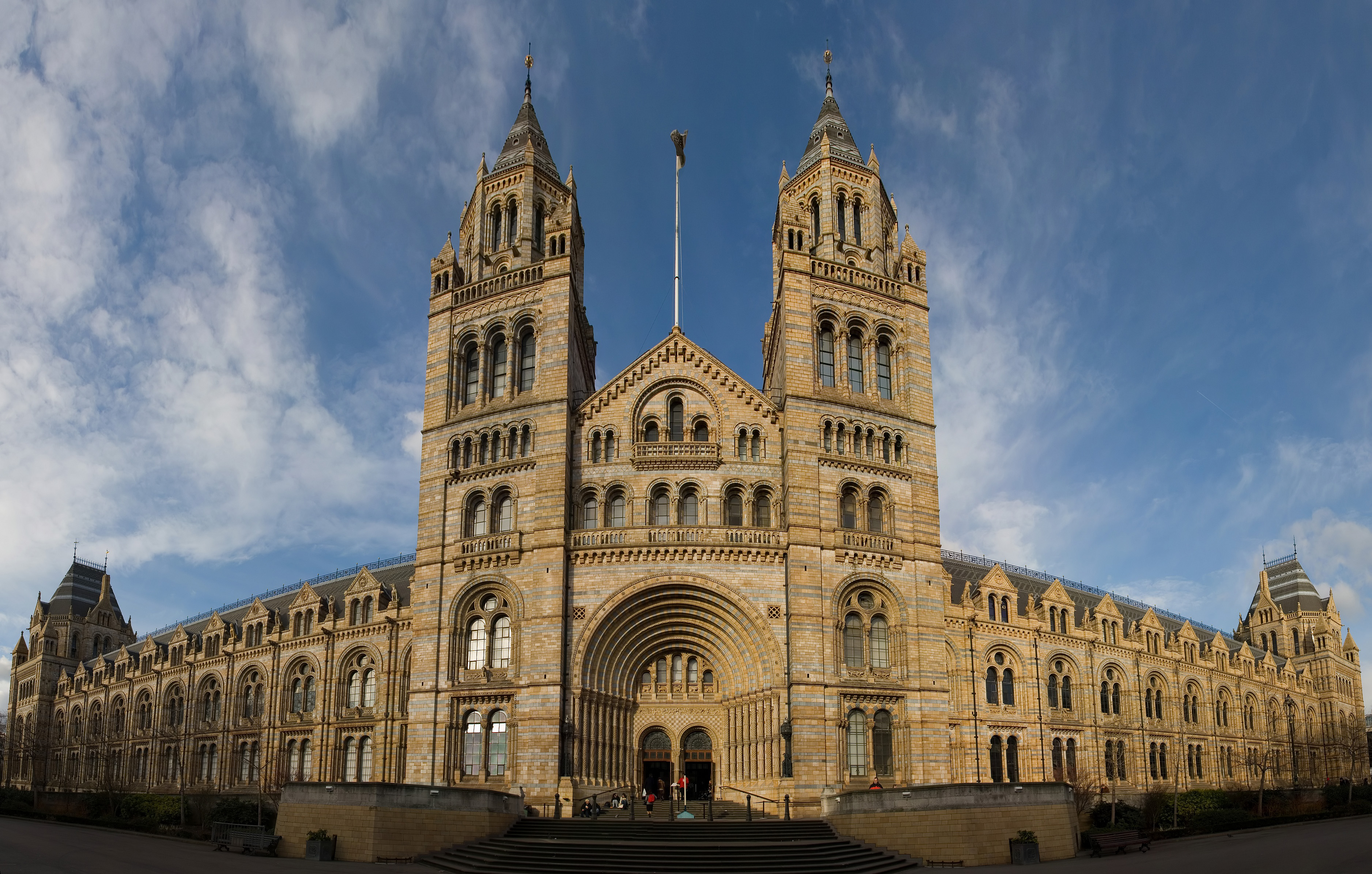
Bảo tàng Lịch sử Tự nhiên ở London có mặt tiền bằng terracotta trang trí công phu đặc trưng của kiến trúc thời Victoria cao. Các chạm khắc đại diện cho nội dung của Bảo tàng.
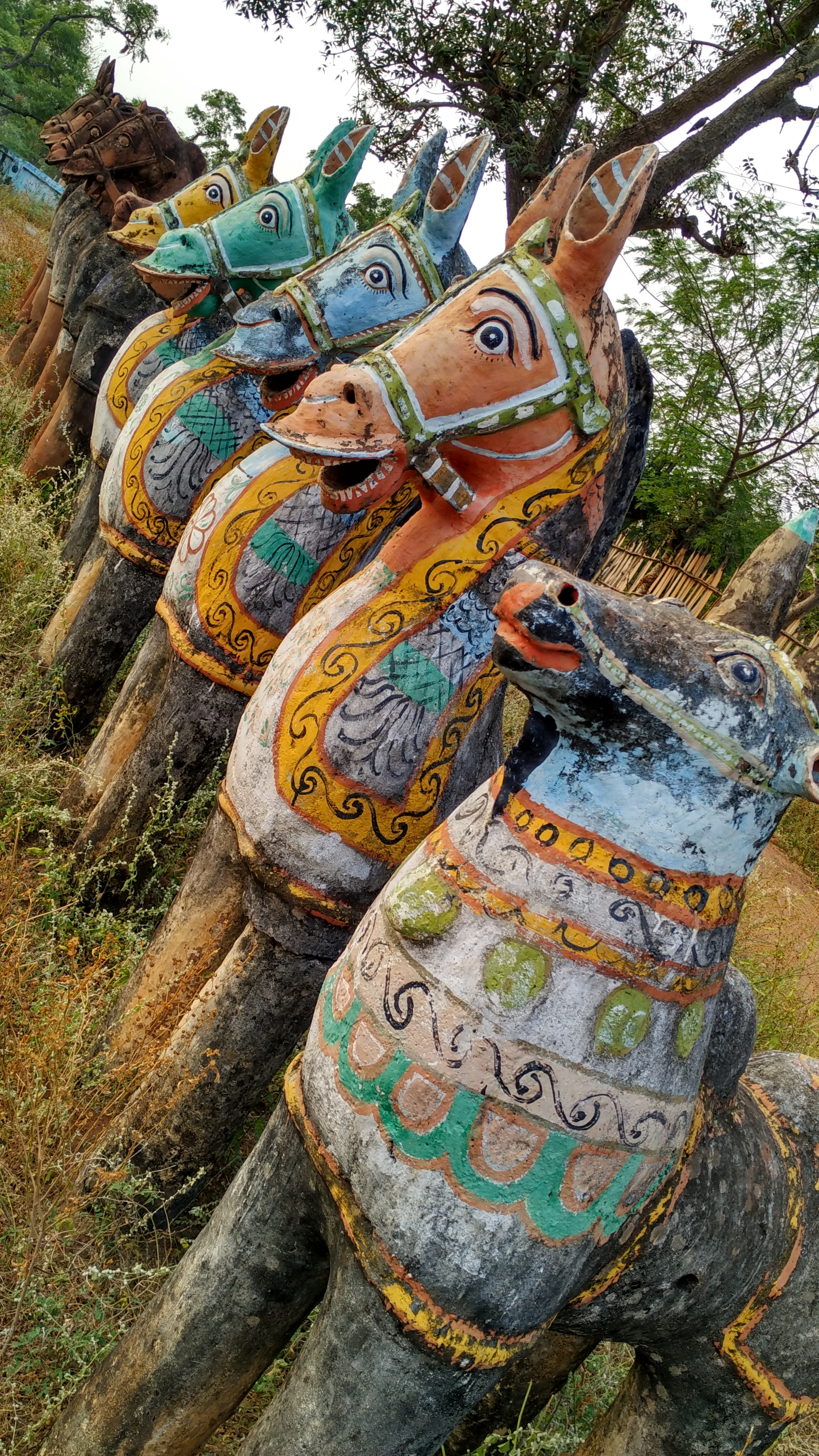
Ngựa ở dạng terracotta